# Jean De Saive
Jean Maximilien Joseph De Saive (Wezet, 26 januari 1805 - Loches, Frankrijk, 4 december 1878) was een Belgisch volksvertegenwoordiger.

## Levensloop
Hij was een zoon van Lambert De Saive en Marguerite Lejeune. Hij trouwde met Marie-Anne Delange en trad in tweede huwelijk met Victorine Bernard.
Hij promoveerde tot doctor in de geneeskunde (1828) aan de Universiteit Luik. Hij was gevestigd als arts, maar ook als landbouwkundige. Hij was de hoofdredacteur-eigenaar van het weekblad Le Sentinelle des Campagnes. Hij stichtte ook de landbouwverzekeringen Le Laboureur.
In juni 1847 werd hij verkozen tot liberaal volksvertegenwoordiger voor het arrondissement Zinnik en bleef dit tot juni 1848.